# Skladba
Skladba ili  kompozicija stvaranje je glazbenog djela, skladanje; glazbeno djelo. Označava glazbu koja ima svoje određeno trajanje, planiran početak i kraj. Iako se ovaj pojam često upotrebljava i ne treba daljnje pojašnjenje, u povijesti ili razvoju glazbe on je unio pravu prekretnicu.

## Povijest
Prva glazba rabila se prvenstveno u društvene svrhe, povezano uz akcije ljudi (npr. lov, uspavljivanje djeteta, dozivanje rođaka na ručak, izražavanje tuge). Glazba u ovom slučaju nema zasebnu estetičku vrijednost, nego se tretira kao neponovljivo i unikatno izražavanje čovjeka.
S druge strane - glazbeno djelo ili kompozicija znači da se taj komad glazbe može ponoviti, na isti način i nebrojeno mnogo puta. Ono podrazumijeva glazbu izvan nekog konteksta, jer se isto djelo izvodi na različitim mjestima i u različitim prilikama.
U srednjem vijeku glazba je bila korištena u Crkvi i među narodom (s "opuštenijim" temama i riječnikom, te veselijim karakterom). Iz tog doba potječu i prvi zapisi glazbe - prvi pokušaji registiranja i čuvanja određene melodije. Ali ti prvi zapisi, neume (grč. - znak, mah) nisu bili točno određeni. Prema slijedu i toku tih malih linija i crtica mogli smo razaznati otprilike koji je odnos između nota, ali taj je zapis koristio kao podsjetnik, a ne izvor za učenje nove glazbe. Tijekom stoljeća čovjek je pokušavao fiksirati izvođenu glazbu, pa je zapis postajao sve precizniji, a veliku reformu notnog pisma izveo je Guido Aretinski, koji je uveo koralno notno pismo na četiri crte, iz kojeg se razvio današnji notni sustav s pet crta u crtovlju. Današnji sustav omogućava točan zapis visina tonova, intervalske razmake i trajanje tona (ali ne i načina izvođenja, za to se autori služe verbalnim opisima iznad crtovlja), što prijašnji sustavi nisu mogli.
Ali, s fiksiranjem visine tonova nije odmah nastao diktat, teror kompozicije.
dakle, prve detaljno zapisane glazbe su bile otvorenog tipa, bez autorskih prava, svima otvorene za korištenje (poput wikipedije). Na primjer, izvodilo ih se brzo, sporo, naopačke, vokalno ili samo za violinu, ili za tri lutnje. Takvu slobodu u korištenju notnog zapisa imali su glazbenici u renesansi i baroku.
Tek je u klasici polako zaživjela nedodirljivost djela ili skladbe. Ne dirati, ne prepravljati, paziti na autorove želje i sl. S romantizmom (tada su počele nicati nacije i nacionalne države) to je nastojanje postalo izraženo. A u današnjem razdoblju (u glazbi vođeno pod glazba 20. stoljeća) i sami znate da smo izuzetno osjetljivi na autorska prava, zaštitu i zaradu, posebna dopuštenja i pitanja legitimiteta.
No postoji još i interkulturalna razina problema vezanog uz skladbu ili glazbeno djelo:
Glazbe drugih dijelova svijeta, npr. Indije (kao dosta poznat primjer) nisu fiksirane u male komadiće. Jedna raga (ekvivalent kompozicije u indijskoj klasičnoj glazbi) znači određeni set pravila prema kojima će majstor na glazbalu na licu mjesta stvoriti unikatnu kombinaciju zvukova, i svirat će dok osjeća inspiraciju. I današnji koncerti takve glazbe znaju trajati oko 5 sati.
Također, neke 'nacije' nemaju posebnu riječ za 'glazbu', već je ona zajedno s ljudskim djelatnostima, s aktivnostima i druženjem. često u afričkoj glazbi. Naravno da se tu ne može govoriti o kompoziciji.